# Мухолов-клинодзьоб північний

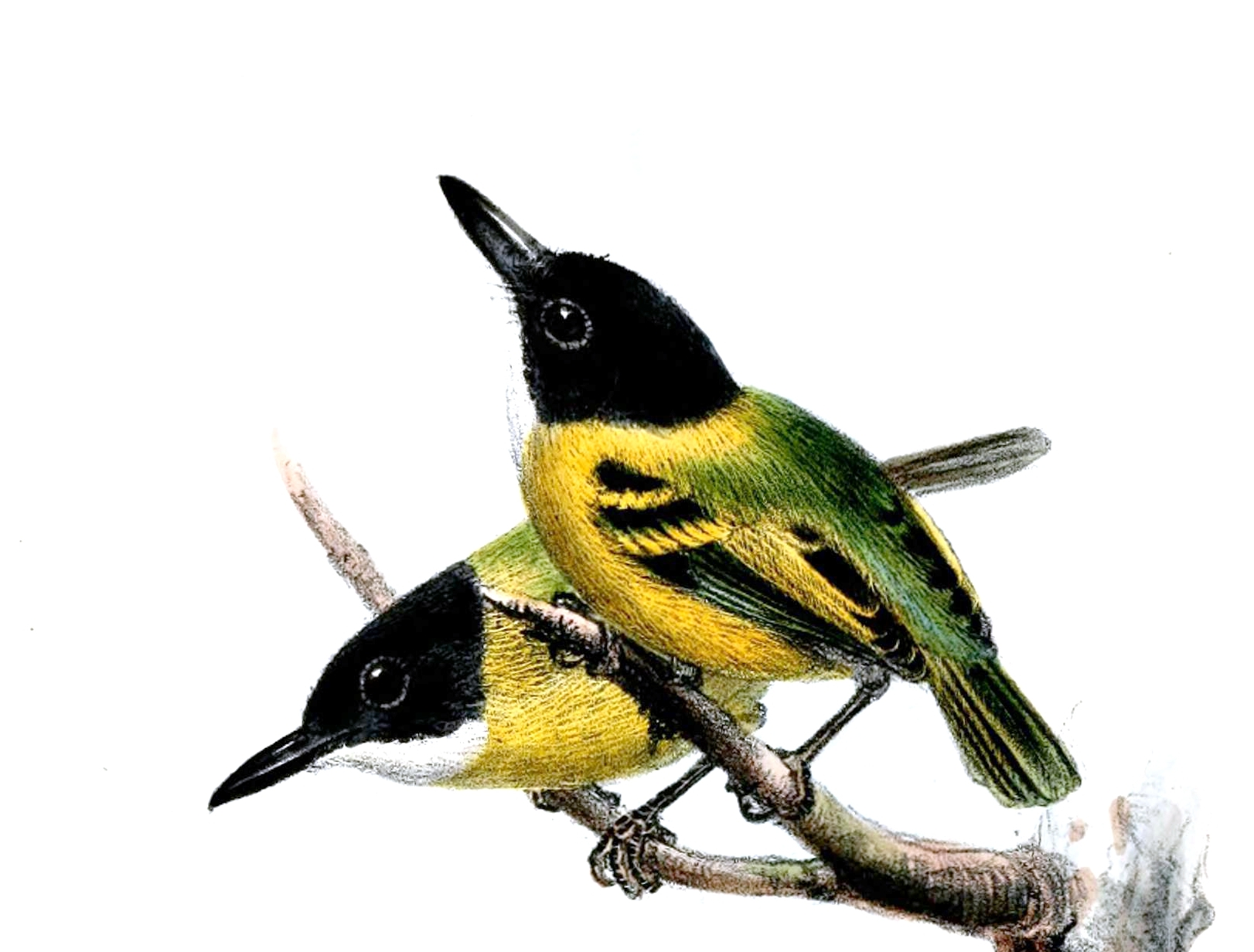
Північні мухолови-клинодзьоби

Мухолов-клинодзьоб північний (Todirostrum nigriceps) — вид горобцеподібних птахів родини тиранових (Tyrannidae). Мешкає в Центральній і Південній Америці.

## Поширення і екологія
Північні мухолови-клнодзьоби мешкають в Коста-Риці, Панамі, Колумбії, Венесуелі і Еквадорі. Вони живуть у вологих рівнинних і гірських тропічних лісах, на луках і плантаціях. Зустрічаються на висоті до 1500 м над рівнем моря.